# Gétye
Gétye község Zala vármegyében, a Keszthelyi járásban, a Zalai-dombság középtáján belül a Zalaapáti-hát területén.

## Fekvése
Gétye a Zalai-dombság legkeletibb vonulatán fekszik. A Zala folyótól Bókaháza zárja el. Zsáktelepülésnek tekinthető, közúton ugyanis csak a 75-ös főútból Zalaapáti nyugati külterületén északnak kiágazó 73 211-es számú bekötőúton érhető el; Bókaháza, Zalacsány és Szentpéterúr felé csak kis forgalmú, változó minőségű, de jobbára szilárd burkolat nélküli utak vezetnek. A településre pár Zalaapáti és Pacsa között közlekedő autóbuszjárat tér be.

## Története
Gétye első ismert említése igen korai, 1024-ből való: ebben az okiratban a falut a zalavári apátság adófizetőjeként említik, ez azonban valószínűleg hamis dokumentum. Az első hiteles forrás 1275-ből szól róla. Birtokosa a 13. században a Gétyei család volt. Később mellettük a Mindszenti és a Bánffy családok is megjelentek.
A törökök 1568-ban foglalták el, és 1597-re teljesen el is pusztították a települést. Az 1690-es években kezdett újratelepülni. Római katolikus temploma 1798-ban épült. A település azonban elzártsága miatt komolyabban nem fejlődött az elkövetkező időkben.
Az 1945-ös földosztás során is csak apró földterületek jutottak az igénylőknek, így a második világháborút követően komolyan sújtotta az elvándorlás, amely folyamat mára se csillapodott, emiatt törpefalu lett a település. Iskola a településen kívül található és önkormányzata se helyben működik.

## Közélete

### Polgármesterei
- 1990–1994: Salamon János (független)[3]
- 1994–1998: Salamon János (független)[4]
- 1998–2002: Pőcze Ferenc (független)[5]
- 2002–2006: Pőcze Ferenc (független)[6]
- 2006–2010: Talabér Lászlóné (független)[7]
- 2010–2014: Talabér Lászlóné (független)[8]
- 2014–2019: Talabér Lászlóné (független)[9]
- 2019–2024: Talabér Lászlóné (független)[10]
- 2024– : Talabér Lászlóné (független)[1]

## Népesség
A település népességének változása:
| Lakosok száma | 117  | 113  | 112  | 81   | 93   | 88   | 90   |
|               | 2013 | 2014 | 2015 | 2021 | 2022 | 2023 | 2024 |

A 2011-es népszámlálás idején a nemzetiségi megoszlás a következő volt: magyar 94,4%, német 5,62%. A lakosok 69,1%-a római katolikusnak, 11,34% felekezeten kívülinek vallotta magát (15,46% nem nyilatkozott).
2022-ben a lakosság 72%-a vallotta magát magyarnak, 7,5% németnek, 2,2% cigánynak, 1,1% bolgárnak, 7,5% egyéb, nem hazai nemzetiségűnek (20,4% nem nyilatkozott; a kettős identitások miatt a végösszeg nagyobb lehet 100%-nál). Vallásuk szerint 51,6% volt római katolikus, 2,2% egyéb keresztény, 9,7% felekezeten kívüli (36,6% nem válaszolt).

## Nevezetességei
Római katolikus Nagyboldogasszony-temploma 1798-ban épült a helyiek összefogásával.